# 平戸神楽
平戸神楽（ひらどかぐら）は、長崎県平戸市他旧平戸藩領内の神社に伝わる神楽。国の重要無形民俗文化財。

## 歴史
戦国時代末期の元亀年間（1570年 - 1573年）、平戸に拠点を置く松浦氏の支配下に入った壱岐島の神職が同地に伝わっていた御竈祭（みかまどまつり）の神楽を伝えたことが発祥といわれている。
江戸時代になり、4代藩主松浦鎮信（天祥）の時代（1637年 - 1689年）に神道家の橘三喜が、諸国の一宮を参拝して各地の神楽を見分した後、平戸神楽24番が完成されたとされる。

## 特徴
壱岐を除く旧平戸藩領内において代々神職により伝承され、神楽奉納も男性神職が行う。
奉納する神社の祭式に応じ小神楽（8番）、中神楽（12番）、大神楽（18番）、大大神楽（24番）の4種がある。旧村社以上の社格を持つ神社では大神楽が奉納されることが多い。
演目中「二剣（にけん）」は真剣3本（太刀1本、小刀2本）を使うことから「三本舞」の別称があり、平戸神楽を代表する演目の一つとされる。
最も番数が多い大大神楽は平戸城跡に鎮座する亀岡神社の秋季例大祭（毎年10月26日）時のみ奉納されている。終了まで7～8時間に及び、最終演目は日没後になる。
1987年（昭和62年）1月28日、同じ旧平戸藩領に伝わり源流を同じくする壱岐神楽と同時に国の重要無形民俗文化財に指定された。

## 参考書籍
- 「図説 佐世保・平戸・松浦・北松の歴史」（久村貞男・萩原博文監修 2010年2月 郷土出版社刊）